# Сендоа Агірре
Сендоа Агірре Бастерречеа (ісп. Sendoa Agirre Basterretxea, нар. 31 грудня 1975, Більбао) — іспанський футболіст, що грав на позиції півзахисника. По завершенні ігрової кар'єри — спортивний функціонер.

## Ігрова кар'єра
Народився 31 грудня 1975 року в Більбао. Вихованець футбольної школи «Більбао Атлетік», другої команди «Атлетіка».
У дорослому футболі дебютував 1994 року виступами на правах оренди за «Сондіку», згодом на аналогічних умовах грав за декілька інших нижчолігових команд. У 1998–2000 роках грав за «Більбао Атлетік» у Сегунді Б, після чого протягом сезону був орендований друголіговим «Ейбаром». 
У першій половині 2000-х знову грав у третьому іспанському дивізіоні за «Баракальдо» та «Аліканте». За останній клуб провів чотири сезони як гравець основного складу, мав середню результативність на рівні 0,35 гола за гру першості.
2006 року уклав контракт з «Еркулесом», де відіграв чотири сезони в Сегунді, 2010 року допоміг команді здобути підвищення в класі і сезон 2010/11 проводив вже у Ла-Лізі. Цей сезон став для гравце єдиним в елітному дивізіоні. По його завершенні «Еркулес» знову понизився у класі, а Сендоа його залишив.
Завершував ігрову кар'єру у 2011–2013 роках виступами за третьоліговий «Алавес».